# Miraž
Miraž (franc. mirage, od mirer < lat. mirari: čuditi se) ili miraž u atmosferi je optička pojava koja nastaje zbog loma svetlosti u atmosferi, kada raslojavanje atmosfere nije jednoliko, pa nastaje totalno odbijanje (refleksija) svetlosti među različito zagrejanim slojevima atmosfere, te svijanje zraka svetlosti. Zbog toga se na primer planine i ostrva čine kao da su podignuti u visinu i odvojeni od površine Zemlje, predmeti se vide iskrivljeni, dvostruki, trostruki i drugo. Pri donjem miražu je konkavna strana zraka svetlosti okrenuta prema gore, a pri gornjem miražu prema dole. Među pojave miraža ubraja se i fatamorgana.

## Objašnjenje
Zrcaljenja u atmosferi ili miraži pojavljuju se pri neuobičajenim temperaturnim prilikama u atmosferi kao posledica nesvakidašnjih pojava loma svetlosti. Osim predmeta na tlu koji se vide direktno, opaža se i jedna ili nekoliko slika tih predmeta (obrnutih ili uspravnih). Zraci svetlosti dolaze dakle sa dva puta u oko: direktno, kao kod običnog gledanja, i nakon odbijanja od jednog sloja u atmosferi, koji deluje kao ogledalo. Katkada se predmet, slika koja se vidi, uopće ne nalazi u vidnom polju (skriven je ispod obzora), a zraci svetlosti mogu dolaziti na nekoliko načina u oko.
Zrcaljenja se u atmosferi pojavljuje samo onda kada zrak svetlosti prelazi iz sloja veće u sloj manje gustine vazduha, a ugao upada je veći od ugla totalne refleksije, to jest kada je ugao α veći od ugla α', koji je određen izrazom:
{\displaystyle \sin \alpha '={\frac {n_{2}}{n_{1}}}}
gde su  i  indeksi loma u gušćem, odnosno ređem sloju atmosfere. Budući da se vrednosti  i  malo razlikuju, to će se vrednosti graničnog ugla malo razlikovati od 90°. Čak pri razlici temperature od 10 °C između slojeva, ugao α' biće veći od 89,5°, što znači da se miraži pojavljuju samo onda kad zraci svetlosti dolaze od predmeta gotovo vodoravno, odnosno od predmeta koji se nalaze u blizini tla.

### Miraž prema dolje
Miraž prema dolje ili donji miraž nastaje kad su slojevi vazduha sasvim uz površinu veoma zagrejani, pa gustina vazduha naglo raste s visinom. Takve se prilike zapažaju nad pustinjskim područjima, betonskim i asfaltnim površinama i cestama, kad Sunce veoma zagreje tlo i najniže slojeve vazduha uz tlo, a nema vetra. Zraci svetlosti su tada savinuti prema dolje pa oko promatrača, osim direktne slike predmeta, koja se zapaža ispod njenog stvarnog položaja, zbog jednostavne totalne refleksije, obično u blizini obzora vidi i njenu zrcalnu (obrnutu) sliku. Oko promatrača, koji se nalazi na nevelikoj visini nad tlom (iznad pregrejanog sloja), vidi obično nebo i predmete blizu obzora kako se zrcale na površini nalik vodenoj (odraženom delu neba). Učincima zrcaljenja treba pripisati pojavu kad na primer na Jadranu udaljena ostrva izgledaju kao da su zajedno sa svojim slikama podignuta (sa rubovima poput leće), a to se javlja kad hladan vazduh prodre i struji iznad relativno toplije vodene površine.

### Miraž prema gore
Miraž prema gore ili gornji miraž nastaje kod vrlo velikog porasta temperature s visinom (barem 11,2 °C/100 m), pre svega zimi kad se Zemljina površina i sloj vazduha uz nju vrlo jako ohladi. Zraci svetlosti koji dolaze u oko promatrača savijeni su prema gore, pa se predmeti vide iznad stvarnog položaja. Jake inverzije mogu se pojaviti i na nekoj visini nad tlom, pre svega iznad snežnih površina u polarnim predelima zimi, ali i iznad mora, pre svega u proleće kad je još relativno hladno, a okolna su područja kontinenta zagrejana, pa se topli vazduh s kontinenta koji struji iznad morske površine veoma ohladi u najdonjem sloju. Uz izravnu sliku (uspravnu) može se pojaviti i nekoliko obrnutih slika iznad nje. Veličina i oblik zavise od toga kojim putem dođe zrak svetlosti u oko posmatrača.
U atmosferi mogu na granici između niže ležećeg hladnog i toplijeg gornjeg sloja nastati takozvani unutrašnji gravitacijski talasi, kod kojih nagle promene gustine mogu postojati ne samo u vertikalnom već i vodoravnom smeru. Totalna refleksija nastaje pri tom na površini koja svoj nagib prema vodoravnoj ravni neprestano menja. U određenim situacijama mogu, dakle, nastati gradijenti gustine i u vodoravnom smeru, koji se prema lokalnim strujanjima na određenom mestu u atmosferi naglo menjaju. Zato putanja svetlosti može biti vrlo složena. Predmeti koji se nalaze ispod obzora mogu se videti posve promenjenog oblika i veličine, i mogu isčezavati da bi se pojavile i slike drugih predmeta. Prizori, ponekad fantastičnih, neočekivanih i fascinirajućih oblika, koji pri tom nastaju zovu se fatamorgana, a poznati su posebno u krajevima oko Kalabrije (Sicilija).
Razlike u gustini vazdušnih slojeva u atmosferi mogu nastati i zbog toplotnih (termičkih) turbulencija, koja dovodi veće i manje vazdušne mase vrlo različitih temperatura u neprekidno, neuređeno vertikalno kretanje (termika). Zrak svetlosti menja svoju putanju od trenutka do trenutka, pa se predmeti u okolini opažaju kako trepere, a pri ekstremnim uslovima čak se i obrisi predmeta posve gube. Svetleća nebeska tela, pa i udaljeni zemaljski tačkasti izvori, noću menjaju neprekidno svoje prividno mesto na nebu, te im više ili manje istodobno jačaju i slabe jačina (intenzitet) i boja svetlosti. To se ponekad naziva i scintilacija.

## Fatamorgana
Fatamorgana u geofizici (arap. sarab, serab ili sirab) je optička pojava u Zemljinoj atmosferi, vrsta miraža u uzduhu, zbog kojeg se pričinjava kao da se u daljini vide predeli i predmeti. Uzrok je prelamanje zraka svetlosti i potpuni miraž (totalna refleksija) u različito ugrejanim slojevima vazduha. Fatamorgana se često vidi u pustinjama i tropskim krajevima (refleksija svetlosti neba daje utisak jezera koje „beži” kako se približavamo) i na moru (posebno u tesnacu između Mesine i Kalabrije; prema narodnom su se verovanju pripisivala delovanju vile Morgane; legendu su na južnu Siciliju doneli Normani). Zbog istog uzroka vide se predmeti na moru (npr. brodovi) uzdignuti (nepreokrenuti).
Fatamorgane se najčešće javljaju u polarnim regionima, posebno nad velimim ledenim površinama sa uniformnom niskom temperaturom, mada one mogu da budu uočene skoro bilo gde. U polarnim regionima, fatamorgana se može uočiti tokom hladnih dana; u pustinjskim oblastima i nad okeanima i jezerima, fatamorgana može biti uočena tokom toplih dana. Da bi došlo do fatamorgane, temperatura inverzije treba da bude dovoljno velika tako da je zakrivljenje zraka svetlosti unutar inverzije jače od zakrivljenja Zemlje.
Zraci će se saviti i kreirati lukove. Posmatrač treba da bude unutar atmosferskog sloja da bi mogao da vidi fatamorganu. Fatamorganski miraži se mogu uočiti sa bilo koje visine unutar Zemljine atmosfere, uključujuči vrhove planina ili avione.
Fatamorgana može da pređe iz gornjeg u donji miraž i nazad u toku nekoliko sekundi, u zavisnosti od konstantno promenljivih atmosferskih uslova. Šesnaest okvira miraža Faralonskih ostrva, koja se uopšte ne mogu videti na nivou mora pod normalnim uslovima jer su locirana ispod horizonta, je fotografisano istog dana. Prvih četrnaest okvira sadrže elemente fatamorganskog prikaza — alternacije kompresovanih i izduženih zona. Zadnja dva okvira su fotografisana nekoliko sati kasnije u vreme zalaska Sunca. Vazduh je bio hladniji dok je okean verovatno bio nešto topliji, što je proizvelo temperaturnu inverziju na dole. Miraž je još uvek bio prisutan, ali nije bio toliko kompleksan kao nekoliko sati pre sumraka, i više nije korespondirao fatamorgani već prikazu miraža prema gore.
Izobličenja slike i savijanje svetlosti mogu proizvesti spektakularne efekte. U njegovoj knjizi Potera: Gonjenje i potapanje „Bizmarka”, autor Ludovik Kenedi opisuje jedan incident koji se navodno dogodio ispod Denskog moreuza tokom 1941. godine, nakon potapanja Haube. Bizmark, koga su progonile britanske krstarice Norfok i Sufok, izašao je iz vidokruga u morsku maglu. U toku nekoliko sekundi, brod se ponovo pojavio idući prema britanskim brodovima velikom brzinom. U alarmu su se krstarice razdvojile, očekujući neminovni napad, i posmatrači sa oba broda zapanjeno su promatrali kako je nemački bojni brod lepršao, postajao sve nerazgovetniji i izbledeo. Radarska osmatranja tokom ovih događaja pokazala su da Bizmark  zapravo nije napravio nikakve promene kursa.

## Noćni miraži
Uslovi za stvaranje miraža mogu se nastati noću. Pod većinom okolnosti, oni ne bivaju uočeni. Međutim, pod nekim okolnostim svetla pokrenog vozila, aviona, broda, zgrada, itd. mogu biti uočena noću mada, kao što je to slučaj sa dnevnim miražima, oni ne bi trebalo da budu uočljivi. Ovim su obuhvaćeni miraži astronomskih objekata.

### Miraži astronomskih objekata
Miraž astronomskog objekata je prirodni optički fenomen, u kome su svetlosni zraci savijeni tako da se formiraju iskrivljene ili višestruke slike astronomskog objekta. Miraži mogu da budu uočeni za astronomske objekte kao što je Sunce, Mesec, planete, svetle zvezde, i veoma svetle komete. Najčešće se zapažaju miraži zalaska i izlaska Sunca.

## Zeleni bljesak
Zeleni bljesak je optička pojava u atmosferi koja nastaje za vreme zalaska ili izlaska Sunca lomom svetlosti na slojevima zraka različite gustine, te traje nekoliko sekundi. Ugao loma zelene svetlosti malo je veći od ugla loma crvene svetlosti, pa je prilikom izlaska i zalaska Sunca njegov gornji rub zelene boje, a donji crvene. Pojava se može opažati na svim zemljopisnim širinama, ali je za opažanje potrebna izuzetno bistra atmosfera bez vlage.

## Slike
- Vodeni miraž ("lokva vode") usred vrućeg dana na cesti je tipičan primer donjeg miraža.
- Gornji miraž na ledenoj površini.
- Gornji miraž kod zalaska Sunca (Havaji).
- Razni prikazi fatamorgane na ostrvima Faralon, kako se vidi iz San Franciska.

## Literatura
- Lynch, David K.; Livingston, William Charles; Livingston, William (2001-06-11). Color and Light in Nature. Cambridge University Press. ISBN 0-521-77504-3.
- Lehn, Waldemar H.; van der Werf, Siebren (2005). „Atmospheric refraction: a history”. Applied Optics. 44 (27): 5624—5636. Bibcode:2005ApOpt..44.5624L. ISSN 0003-6935. PMID 16201423. doi:10.1364/AO.44.005624.
- Filippenko, A. V. (1982). „The importance of atmospheric differential refraction in spectrophotometry”. Publ. Astron. Soc. Pac. 94: 715—721. Bibcode:1982PASP...94..715F. doi:10.1086/131052 .
- Hotine, Martin (1969), „Atmospheric Refraction”, Mathematical Geodesy, ESSA Monograph, 2, Washington, DC: U.S. Department of Commerce, Environmental Science Services Administration, Bibcode:1969mage.book.....H
- Nener, Brett D.; Fowkes, Neville; Borredon, Laurent (2003), „Analytical modesl of optical refraction in the troposphere”, J. Opt. Soc. Am., 20 (5): 867—875, Bibcode:2003JOSAA..20..867N, PMID 12747434, S2CID 21222910, doi:10.1364/JOSAA.20.000867
- Thomas, Michael E.; Joseph, Richard I. (1996), „Astronomical Refraction” (PDF), Johns Hopkins APL Technical Digest, 17: 279—284
- Wang, Yu (20. 3. 1998),  Bely, Pierre Y; Breckinridge, James B, ур., „Very High-Resolution Space Telescope Using the Earth Atmosphere as the Objective Lens”, Space Telescopes and Instruments V, Jet Propulsion Laboratory, 3356: 665, Bibcode:1998SPIE.3356..665W, S2CID 120030054, doi:10.1117/12.324434, hdl:2014/19082
- Kipping, David (18. 7. 2019), „The "Terrascope": On the Possibility of Using the Earth as an Atmospheric Lens”, Publications of the Astronomical Society of the Pacific, Columbia University, 131 (1005): 114503, Bibcode:2019PASP..131k4503K, S2CID 199064594, arXiv:1908.00490 , doi:10.1088/1538-3873/ab33c0

## Spoljašnje veze
- Bowley, Roger (2009). „Mirages”. Sixty Symbols. Brady Haran for the University of Nottingham.